# San Giuseppe (Naples)
Pour les articles homonymes, voir San Giuseppe.
San Giuseppe est une ville portuaire située à Naples, en Italie. Elle fait partie du centre historique (Centro Storico) et compte parmi les quartiers socio-économiquement prospères de Naples.

## Histoire
San Giuseppe est limitrophe des quartiers voisins de Porto, San Ferdinando, Montecalvario, Avvocata et San Lorenzo.

## Démographie
En 2009, le quartier compte 7 389 habitants.